# Theodor Leonhardt
Theodor Leonhardt (* 7. Februar 1905 in Maikammer; † 28. März 1975 ebendort) war ein deutscher Politiker (NSDAP).

## Leben und Tätigkeit
Nach dem Schulbesuch durchlief Leonhardt eine kaufmännische Lehre. Später ließ er sich in Koblenz und Neustadt nieder. Er trat zum 9. Oktober 1925 der NSDAP bei (Mitgliedsnummer 20.599).
Ab November 1936 war Leonhardt hauptberuflich bei der Gauleitung der Auslandsorganisation der NSDAP (AO) in Berlin tätig. Er bekleidete spätestens seit 1939 die Stellung des Gauschatzmeisters der Auslands-Organisation der NSDAP bzw. des Leiters des Schatzamtes der AO. Damit gehörte er zu den wichtigsten Mitarbeitern des Chefs der Auslandsorganisation Ernst Wilhelm Bohle.
Während des Zweiten Weltkriegs trat Leonhardt am 26. April 1944 im Nachrückverfahren für den bei Kampfhandlungen in Jugoslawien getöteten Abgeordneten Wolfgang Kraneck als Abgeordneter in den nationalsozialistischen Reichstag ein. Diesem gehörte er bis zum Ende der NS-Herrschaft im Frühjahr 1945 als Vertreter für den Wahlkreis 5 (Frankfurt, Oder) an. Er war damit eine der letzten Personen die während des Bestehens des Deutschen Reiches Abgeordneter im Reichstag wurden.
Im Berliner Adressbuch für 1943 ist Leonhardt mit den Angaben Gauschatzmeister und Wohnsitz in der Gervinusstraße 11 verzeichnet.
Nach dem Zweiten Weltkrieg lebte Leonhardt in Edenkoben und ab 1949 in seinem Geburtsort Maikammer, wo er 1975 verstarb.